# 한국정보인증
한국정보인증(주)은 1999년 7월 전자상거래에 따른 정보 인증서를 발급할 목적으로 한국통신 등 국내 22개 사가 공동 출자한 회사로, 현재는 IT 보안 전문 기업으로 2025년 기준 26년 간 공인 인증서 서비스를 제공해 온 회사이다.

## 역사
2000년 2월 10일 정보통신부로부터 Koscom의 SignKorea와 함께, 제 1호 국가공인인증기관으로 지정되어 같은 해 4월부터 공인인증서 상용 서비스를 개시했다.

2011년 2월 다우키움그룹의 계열사로 편입되었다.

## 싸인오케이
2018년 4월, 한국정보인증은 서명 또는 날인이 필요한 문서(계약서, 합의서, 동의서, 이행각서 등)를 상대방과 주고 받을 때 활용되는 온라인 상의 전자 계약 서비스를 런칭하였다. 이 전자 계약 서비스는 기존의 서면에 의한 오프라인 계약서, 각종 합의서, 동의서 등 법률 관계를 형성하는 모든 형식의 문서를 전자적 형태로 작성하여 보존 및 권리 행사를 할 수 있게 보장하는 기능을 수행하고 있다. 전자 문서의 문서로서의 효력은 전자 문서 및 전자 거래 기본법 제 4조 제1항 및 제 3조 등에서 보장하고 있으며, (공인)전자 서명의 오프라인 상의 서명, 서명날인 또는 기명날인으로서의 효력 및 법률 상 추정력은 전자서명법 제 3조 제2항 및 제3항에서 보장하고 있다. 더 나아가 법령에서 문서 또는 서면에 서명날인 등을 행하여 보관할 것을 요하는 경우에 전자적 형태로 보관하여 대체할 수 있는 부분까지도 법적인 보장을 받고 있다(전자서명법 제3조 제1항, 전자 문서 및 전자거래기본법 제 5조 제1항 등). 결론적으로 싸인오케이 서비스는 오프라인 상으로 행해지던 각종 문서에 대한 서명, 서명날인 및 그 보관 행위 전반을 모두 대체할 수 있는 전자적 형태의 편리하면서도 법적인 효력도 강력하게 보장되는 서비스로 볼 수 있다.

- 자세한 사항은 웹과 모바일 https://www.signokay.co.kr/에서%5B깨진+링크(과거+내용+찾기)%5D 회원 가입 후 이용 가능 하다.

## 같이 보기
- 다우키움그룹
- 키움증권
- 다우기술
- 다우데이타
- 공인인증서
- 싸인오케이